# أندريه لووف
أندريه لووف أو أندريه ميكاييل لووف (بالفرنسية: André Lwoff أو André-Michel Lwoff) ـ (8 مايو 1902 ـ 30 سبتمبر 1994) هو عالم أحياء دقيقة فرنسي، حصل على  جائزة نوبل في الطب لعام 1965.
ولد أندرية لووف في بلدية إيناي-لو-شاتو في إقليم ألييه بمنطقة أوفرن الإدارية بفرنسا. التحق في التاسعة عشرة من عمره بمعهد باستير في باريس، وحصل على درجة الدكتوراه سنة 1932 بمنحة من مؤسسة روكفلر، ثم انتقل إلى معهد القيصر فيلهلم للأبحاث الطبية في هايدلبرغ حيث عمل مع أوتو مايرهوف، وهناك أجرى أبحاثًا حول تطور السوطيات.
في سنة 1937 انتقل لووف للدراسة والبحث بجامعة كامبردج، وفي سنة 1938 عين رئيس قسم بمعهد باستير، حيث أجرى أبحاثًا رائدة عن لاقمات البكتريا (العاثيات) وفيروس شلل الأطفال.

## روابط خارجية
- أندريه لووف على موقع الموسوعة البريطانية (الإنجليزية)
- أندريه لووف على موقع مونزينجر (الألمانية)
- أندريه لووف على موقع إن إن دي بي (الإنجليزية)